# حکی یلدیز
حکی یلدیز (انگلیسی: Hakkı Yıldız؛ زادهٔ ۱۲ دسامبر ۱۹۹۵) بازیکن فوتبال اهل ترکیه است.
از باشگاه‌هایی که در آن بازی کرده‌است می‌توان به باشگاه فوتبال ارتسگبیرگ آئو اشاره کرد.